# Négercsók
A Négercsók  az Abonett Élelmiszergyártó és Kereskedelmi Kft. abonyi cég Magyarországon cukrászsütemények vonatkozásában bejegyzett védjegye. Ostyalapra helyezett tojáshab, csokoládéval borítva, mely Magyarországon hat darabos kiszerelésben volt kapható, átlátszó műanyag csomagolásban; vanília, citrom, kókusz, eper, banán és málna ízesítésben. A termék legrégebbi receptúrája  dán eredetű a 19. század elejéről.  A termék magyarországi gyártása is dán gépekkel kezdődött meg.
A terméket, amely a világ számos országában ismert édesség, számos különféle elnevezéssel forgalmazzák. Német nyelvterületen Negerkuss („négerpuszi”) néven volt ismert az édesség; ám  politikai korrektség címén tett észrevételek hatására Schokokussra (csokicsók) nevezték át.

## A magyarországi Négercsók
Magyarországon a Négercsókot 1980-ban kezdte el gyártani az abonyi Újvilág Mezőgazdasági és Élelmiszeripari Szövetkezet (ma Abonett Kft.). A termék bevezetésekor a négerhab nevet is felvetették, de végül a négercsóknál maradtak. Saját kivitelezésben indították el a termelést, 30 millió forintos beruházással. Dán gépeket telepítettek, és dán alapreceptúrát használtak, amit azonban a „magyar ízléshez” alakítottak át. Reklámra az üzem 200 000 forintot költött, ami 1986-ra egymillió forintra nőtt. Szórólapok mellett számos televíziós (többnyire félperces) reklám is készült a termék (valamint a népszerűsége nyomán kifejlesztett Negrolli) népszerűsítésére. A reklámok szerint a termék „45 napig, hűtés nélkül is eltartható”. Némelyik tévéreklámban a gyártósor és az előállítás mozzanatai is láthatóak.
Az első évben az üzem mintegy 47 milliós árbevételre tett szert, magából a Négercsókból 17,5 millió forint értékben fogyott. 1983-ban már 67 millió forint árbevételt generált a termék. 1984-ben napi 144 000 darab Négercsókot gyártottak, 1988-ban pedig napi 200 000 darabot.
1986-ban a Fóti Mgtsz. Ördögszem néven kezdett el a Négercsókra megszólalásig hasonló terméket gyártani, amely miatt az Újvilág bírósághoz fordult, és a bíróság a Fóti Mgtsz.-t eltiltotta a hasonmás forgalmazásától.
Az 1990-es években – a nyugati édességipari konkurencia megjelenése után – a Négercsók iránti kereslet drasztikusan lecsökkent, így 1999-ben már csak hetente 2000 kartonnal gyártottak belőle.
2010 júliusában pályázat útján elnyert 80 millió forintos beruházással megújították a Négercsók termelését.
Az Abonett kft. a termék gyártását 2016-ban befejezte.

## Galéria

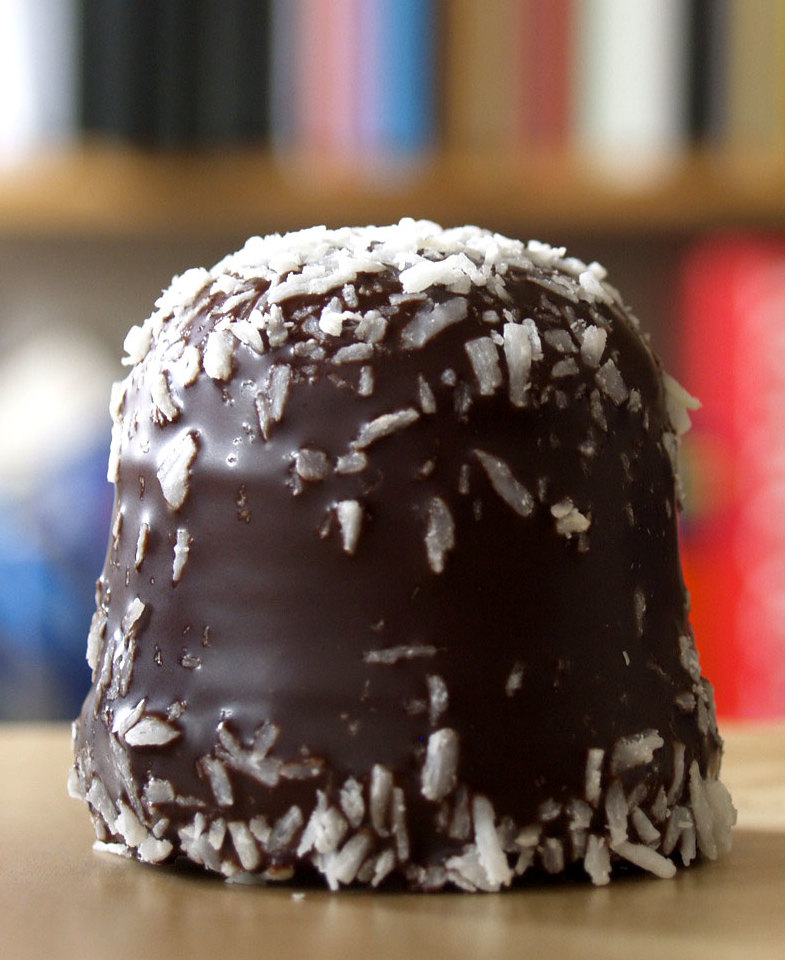
A dán flødebolle
- Gyártósor Svájcban
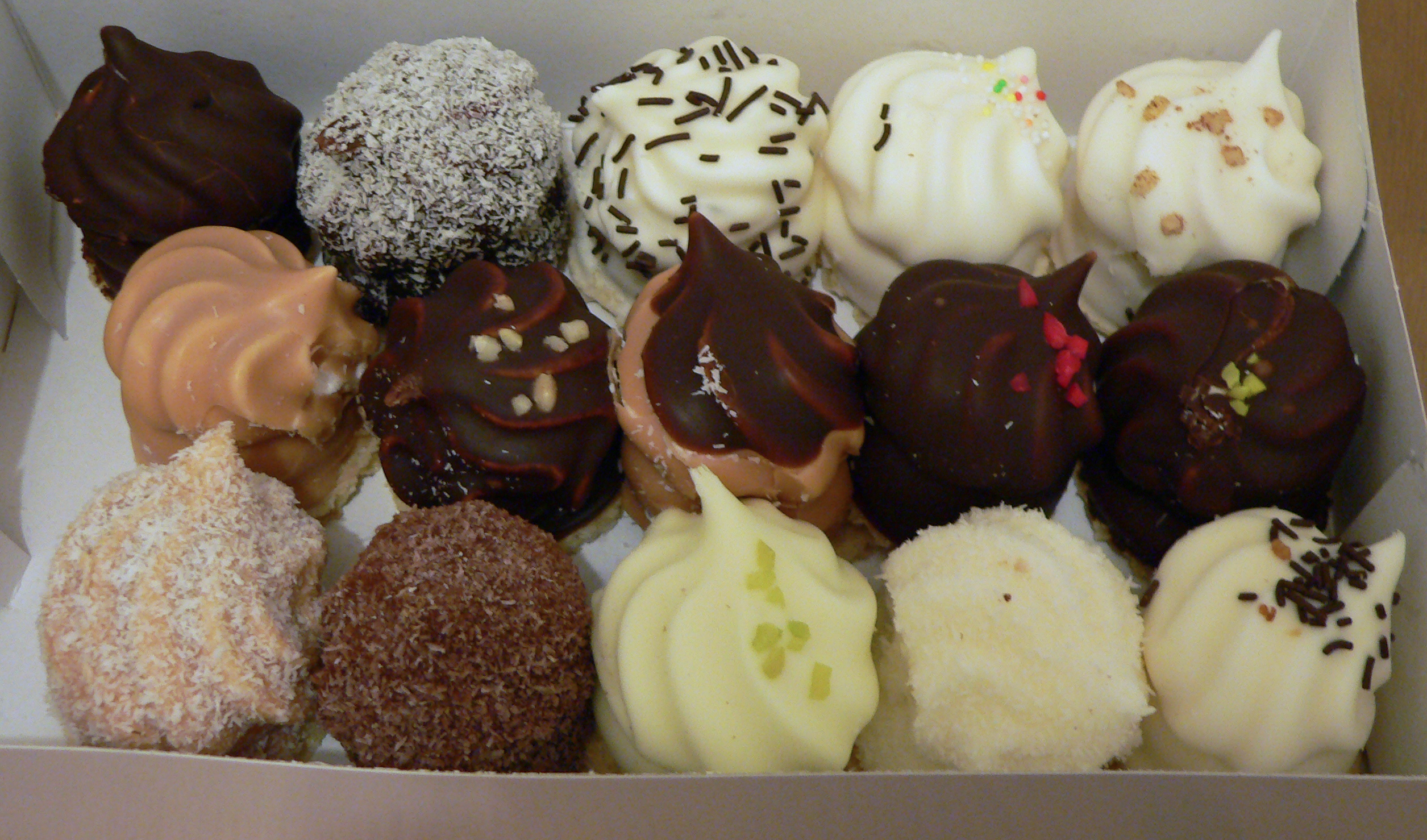
Schokokuss-változatok